# Haqvinus Kylander
Haqvinus Kylander, född 1607 i Gammalkils socken, död 6 april 1669 i Vists socken, var en svensk präst i Vists församling.

## Biografi
Kylander föddes 1607 på Blaxtorp i Gammalkils socken. Han var son till bonden Anders Jonsson. Kylander blev 1629 student vid Uppsala universitet och 1635 i Dorpats universitet. Han prästvigdes 14 december 1639 och blev huspredikant hos guvernör Otto von Scheiding. Kylander blev 1645 komminister i Säby församling. Han blev 1660 kyrkoherde i Vists församling. Kylander avled 6 april 1669 i Vists socken.

### Familj
Kylander gifte sig 1643 med Elisabeth Torpadius (död 1698). Hon var dotter till kyrkoherden i Torpa socken. De fick tillsammans barnen Petrus Haqvini Kylander, Sara, Andreas Haquini Kylander (1655–1735), Gustaf, Margareta (född 1660), Samuel (född 1662), Chatarina (1665-1668) och Christina.